# Mas Comes
|  | Per a altres significats, vegeu «Mas Comes (Palafolls)». |

El Mas Comes és un monument al terme municipal de Forallac (el Baix Empordà) declarat bé cultural d'interès nacional. El mas fortificat de Can Comes del Brugar va ser bastit en els segles XVI-XVII. És un casal fortificat, una masia de gran dimensions situada en un lloc enlairat vora el nucli de Vulpellac. Els elements més remarcables d'aquest edifici són el gran portal adovellat de la façana principal, d'arc de mig punt, amb un escut en relleu, i el finestral allindanat situat al seu damunt, així com la decoració interior d'algunes portes, amb motius neoclàssics. El mas conserva una torre cilíndrica amb volta semiesfèrica.